# زیگمونت باومن
زیگموند باومن (به انگلیسی: Zigmunt Bauman) (۱۹ نوامبر ۱۹۲۵–۹ ژانویه ۲۰۱۷) جامعه‌شناس و فیلسوف لهستانی الاصل بود. وی از سال ۱۹۷۱ به عنوان استاد جامعه‌شناسی در دانشگاه لیدز انگستان مشغول به کار شد. باومن یکی از برجسته‌ترین نظریه پردازان اجتماعی جهان بود که در زمینه موضوعاتی چون مدرنیته و هولوکاست، پست‌مدرنیته و هنر پسانوگرا کتاب نوشت.

## زندگی
زیگمونت باومن در نوامبر ۱۹۲۵ در پزنان در لهستان به دنیا آمد. خانواده او یک خانواده نه چندان مذهبی یهودی بودند. هنوز چهارده ساله نشده بودکه با حمله آلمان به لهستان در ۱۹۳۹ مجبور شد به همراه خانواده اش به روسیه پناه ببرد. باومن در روسیه به ارتش لهستانی‌های مهاجر پیوست و علیه آلمان وارد جنگ شد. در سال ۱۹۴۵ او در دو جنگ بزرگ در منطقه پامرینیا و همین‌طور برلین شرکت داشت و در پایان این جنگ مدال شجاعت گرفت. پس از جنگ به شغل نظامی خود ادامه داد و تا سال ۱۹۴۸ افسر اطلاعاتی و سپس افسر نظامی بود. در سال ۱۹۵۳ پدر او که یک صهیونیست بود به سفارت اسراییل مراجعه کرد و این مسئله باعث اختلاف شدید او با پسرش که یک چپگرای ضدصهیونیست بود، شد. با این حال، خود باومن در همان سال به خاطر یهودی بودن از ارتش اخراج شد.

باومن تحصیل را ادامه داد و موفق به اخذ دکتری و تدریس در دانشگاه شد اما در جریان حوادث سال ۱۹۶۸، او هم مثل اکثر یهودیان لهستان از این کشور اخراج و مجبور شد به اسراییل برود. مدت کوتاهی بیشتر نتوانست در اسراییل بماند و به خاطر اعتراضاتی که به اقدامات اسراییل علیه فلسطینیان داشت مجبور به ترک اسراییل شد و به لیدز در انگلستان رفت. او در ابتدای دهه ۱۹۹۰ بازنشسته شد اما هم‌چنان به عنوان استاد ممتاز در این دانشگاه به تدریس و تحقیق ادامه داد و در واقع مهم‌ترین آثار خود را پس از بازنشستگی نوشت.
باومن با یک نویسنده به نام جانینا باومن ازدواج کرد. آنها سه دختر داشتند، لادیا (نقاش)، ایرِنا (معمار) و آنا (نظریه‌پرداز برجسته در دانشگاه حیفا). نوهٔ او مایکل اسفارد نیز نویسنده و وکیل حقوق مدنی برجسته ای در اسرائیل است.

## تالیفات
نوشته‌های چاپ شدهٔ باومن به قریب ۵۷ کتاب و بیش از صدها مقاله می‌رسد که بیشتر اینها ذیل موضوعاتی هستند همچون جهانی شدن، مدرنیته، پست مدرنیته، مصرف گرایی، و اخلاق.

### تالیفات آغازین
اولین تالیفات باومن به زبان انگلیسی مطالعه‌ای است دربارهٔ جنبش کارگری بریتانیا و رابطهٔ آن با طبقه اجتماعی، و اصل مقاله در سال ۱۹۶۰ و در لهستان به چاپ رسید.
وی تا اوایل دهه ۱۹۸۰ به انتشار مطالب با موضوع اختلاف طبقاتی و اجتماعی ادامه داد. آخرین کتاب او با موضوع «خاطرات طبقه» بود. در حالی که در کتابهای بعدی او مستقیماً به مسائل طبقه ای پرداخته نشده‌است، وی همچنان به توصیف خود به عنوان سوسیالیست پرداخت و هرگز مارکسیسم را به‌طور کامل رد نکرد. نظریه‌پرداز نئومارکسیست، آنتونیو گرامشی به ویژه یکی از عمیق‌ترین تأثیرات وی در کنار جامعه‌شناس و فیلسوف نئوکانتیایی، «گئورگ زیمل» باقی ماند.

### مدرنیته و عقلانیت
در اواخر دهه ۱۹۸۰ و اوایل دهه ۱۹۹۰ باومن تعدادی از کتابها را منتشر کرد که به رابطه بین مدرنیته، بوروکراسی، عقلانیت و محرومیت اجتماعی می‌پرداخت. باومن، به تاسی از فروید، مدرنیته اروپا را به عنوان یک معامله تلقی کرد: وی اظهار داشت، جامعه اروپا توافق کرده بود که از یک سطح آزادی برای دریافت مزایای افزایش امنیت فردی چشم پوشی کند. باومن استدلال کرد که مدرنیته، در آنچه بعداً شکل «خالص» آن را نامید، شامل حذف ناشناخته‌ها و عدم قطعیت‌ها بود. این شامل کنترل بر طبیعت، بوروکراسی سلسله مراتبی، قوانین و مقررات ، کنترل و طبقه‌بندی بود - همه اینها تلاش می‌کردند تا به تدریج ناامنی‌های شخصی را از بین ببرند، و باعث شدند جنبه‌های آشفته زندگی انسان منظم و آشنا گردد.

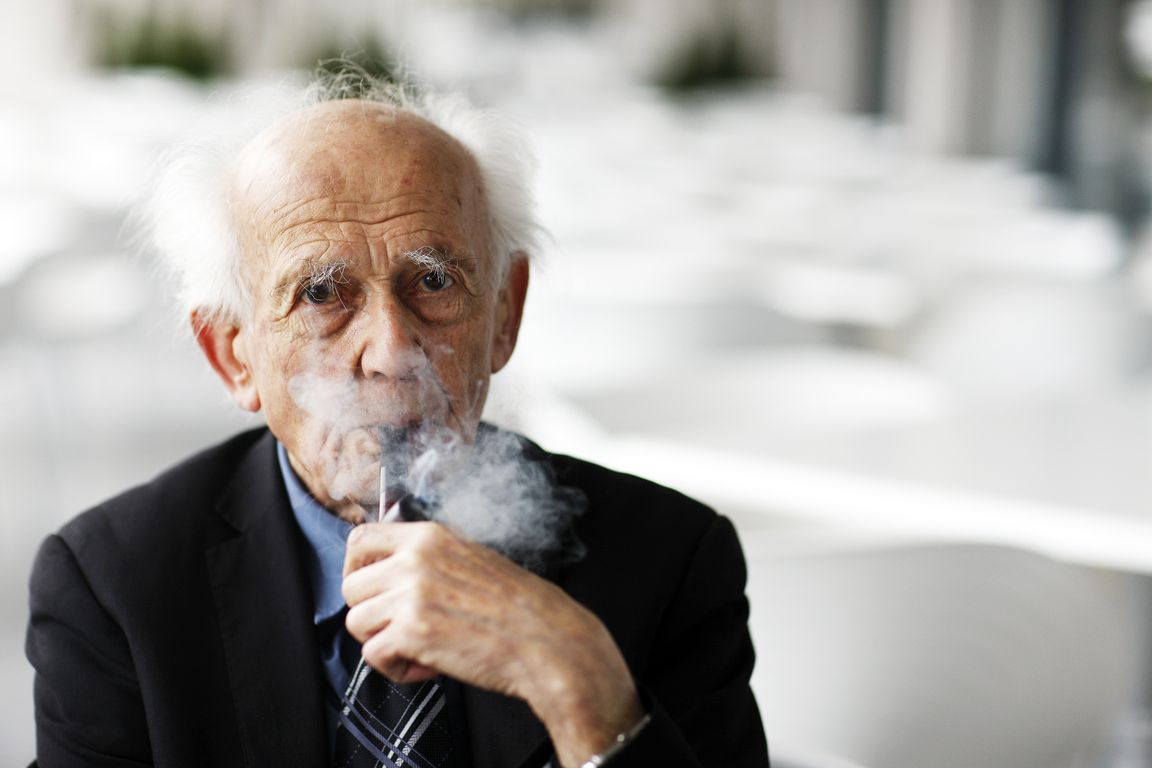
Bauman in 2011

بعداً در تعدادی از کتاب‌ها، باومن شروع به توسعه این موضع کرد که چنین نظمی هرگز موفق به دستیابی به نتایج مطلوب نمی‌شود. وی استدلال کرد، وقتی زندگی در دسته‌های آشنا و قابل کنترل سازمان می‌یابد، همیشه گروه‌های اجتماعی وجود دارد که نمی‌توان آنها را اداره کرد، آنها را نمی‌توان جدا و کنترل کرد. باومن در کتاب مدرنیته و دوسوگری خود شروع به نظریه‌پردازی دربارهٔ چنین افراد نامشخصی از نظر شخصیتی تمثیلی کرد که «غریبه» نامید. با استفاده از جامعه‌شناسی گئورگ زیمل و فلسفه ژاک دریدا، باومن از غریبه به عنوان شخصی یاد کرد که در حال حاضر ناآشناست، و مسئلهٔ غیرقابل حل جامعه است. در مدرنیته و دوسوگری، باومن تلاش کرد تا روشی متفاوت را که جامعه مدرن نسبت به غریبه اتخاذ می‌کند، ارائه دهد. وی استدلال کرد که از یک سو، در یک اقتصاد مصرف گرا، چیزهای عجیب و غریب و ناآشنا همیشه فریبنده است. در سبک‌های مختلف غذا، مدهای مختلف و در جهانگردی می‌توان جذابیت چیزهای ناشناخته را تجربه کرد. با این حال این مسئلهٔ عجیب و غریب، جنبه منفی تری نیز دارد. غریبه، از این جهت که نمی‌توان او را کنترل و فرمان داد، همیشه مورد ترس است. او یک قاچاقچی بالقوه است، شخصی در خارج از مرزهای جامعه که یک تهدید دائمی است.
مشهورترین کتاب باومن، مدرنیته و هولوکاست، تلاشی است برای شرح کامل خطرات این نوع ترس‌ها. با استفاده از کتاب‌های هانا آرنت و تئودور آدورنو در مورد توتالیتاریسم و روشنگری، باومن این استدلال را مطرح کرد که نباید هولوکاست را صرفاً یک واقعه در تاریخ یهود دانست و نه یک قهقرایی برای بربریت پیش از مدرن. در عوض، وی استدلال کرد، باید هولوکاست را کاملاً مرتبط با مدرنیته و تلاش‌های نظم بخشی آن دانست. عقلانیت رویه ای، تقسیم کار به کارهای کوچکتر، طبقه‌بندی گونه‌های مختلف و تمایل به پیروی از قوانین به لحاظ اخلاقی، همه نقش خود را در تحقق هولوکاست ایفا کردند. وی استدلال کرد که به همین دلیل جوامع مدرن به‌طور کامل درس‌های هولوکاست را درک نکرده‌اند. -اگر بخواهیم از استعارهٔ خود باومن استفاده کنیم- چنین است که تصویری بر دیوار آویزان باشد که صرفاً تعداد کمی پند به ما می‌دهد. در تجزیه و تحلیل باومن، یهودیان در اروپا «غریبه» فرادست بودند و برنامهٔ «راه حل نهایی» توسط وی به عنوان نمونه ای افراطی از تلاش جامعه برای برداشتن عناصر ناخوشایند و نامشخص موجود در آن به تصویر کشیده شد. باومن، مانند فیلسوف جورجیو آگامبن، ادعا کرد که همان روندهای محرومیت که در هولوکاست در جریان بود، می‌توانند همچنان وجود داشته باشد، کما اینکه اکنون نیز تا حدودی چنین است.

### هنر، یک عنصر سیال؟
یکی از آثار باومن بر مفهوم هنری متمرکز است که تحت تأثیر فهم سیّال قرار دارد. نگارنده این ایده را بازتاب می‌دهد که: «ما به فهمی که معمولاً متشکل از یک موجودیت ثابت است ، در حالت دائمی آن موجودیت میل داریم و به دنبال آن می‌گردیم». در اصل هدف ما، ابژهٔ اشتیاق ما نیست، بلکه نفس مشتاق بودن است و بدترین خطر، رسیدن به رضایت کامل.
در این چارچوب، باومن کشف می‌کند که چگونه هنر می‌تواند خود را در جهانی قرار دهد که عدم تداوم الگوی غالب است. هنر اساساً چیزی است که در ایجاد جاودانگی تقریباً به هر چیزی کمک می‌کند: از این رو فیلسوف از خود سؤال می‌کند: "آیا هنر می‌تواند امر بی دوام را به یک امر ابدی تبدیل کند؟"  باومن نتیجه می‌گیرد که واقعیت فعلی توسط افرادی مشخص می‌شود که وقت و مکانی برای برقراری ارتباط با ابدیت، با ارزشهای مطلق و تثبیت شده ندارند. هنر و ارتباط افراد با آنها، هم در خلق آن و هم در مشارکت در آن، به طرز چشمگیری در حال تغییر است. وی با استناد به هانا آرنت ادعا می‌کند که "یک ابژه اگر پایدار باشد فرهنگی است؛ جنبه موقت آن، دوام آن، خلاف فرهنگ [...] عملگراییست است که خود را در معرض تهدید می‌بیند، وقتی همه اشیا در جهان، آنهایی که امروز تولید می‌شوند و از گذشته، به طور انحصاری از نظر سودمندی برای روند اجتماعی بقا در نظر گرفته می‌شود ". برعکس، مفهوم فرهنگ و هنر تنها در صورتی می‌تواند در جامعه سیال معنا پیدا کند که درک سنتی خود را کنار بگذارد و رویکرد ساختارشکنانه را در پیش بگیرد.

## جوایز و افتخارات
باومن در سال ۱۹۹۲ جایزه جامعه‌شناسی و علوم اجتماعی آمالفی اروپا و جایزه تئودور آدورنو از شهر فرانکفورت را در سال ۱۹۹۸ دریافت کرد. وی در سال ۲۰۱۰ به همراه آلن تورین، جایزه پرنسس آستوریاس برای ارتباطات و علوم انسانی به وی اهدا شد. 
دانشگاه لیدز به افتخار وی در سپتامبر ۲۰۱۰ «موسسه باومن» را در دانشکده جامعه‌شناسی و سیاست اجتماعی خود تأسیس کرد. دانشگاه سیلزیای سفلی، (یک مؤسسه آموزش عالی خصوصی کوچک در سیلسیای سفلی، لهستان)، قصد داشت در اکتبر ۲۰۱۳ دکترای افتخاری را به باومن اعطا کند.  با این حال، وی به عنوان واکنش به یک ضد کمونیست بزرگ و آنچه طرفداران باومن ادعا می‌کنند «ضد یهود» علیه او بود، سرانجام وی جایزه را رد کرد..
همچنین در سال ۲۰۱۵، دانشگاه سالنتو به باومن مدرک افتخاری در زبان‌های مدرن، ادبیات و ترجمه ادبی اعطا کرد. 

## انتقادات
در سال ۲۰۱۴، پیتر والش، نامزد PhD دانشگاه کمبریج، در کتاب خود، «آیا ثروت چند نفری برای همه ما سود دارد؟ (۲۰۱۳)» باومن را از طریق چندین وب سایت، از جمله ویکی‌پدیا، به سرقت ادبی متهم کرد. 
گفته می‌شود که در این کتاب، باومن پاراگرافهای لفظی از مقاله‌های ویکی‌پدیا راجع به Slow Food و اقتصاد با ثبات، همراه با کتابشناسی آنها، کپی برداری کرده‌است، بدون آنکه منابع، نویسندگان یا کپی برداری از ویکی‌پدیا را به آنها نسبت دهد. وی در واقع از یک بند در مورد golden handshake استفاده کرده‌است، اما این نقل قول به درستی به ویکی‌پدیا نسبت داده شده‌است.
در پاسخ باومن اظهار داشت که "پیروی" از قوانین "فنی" غیرضروری است، و اینکه او "هرگز در تأیید نویسندگی ایده‌ها یا مفاهیمی که من به کار برده‌ام یا آنهایی که من الهام گرفته‌ام را نادیده گرفته‌است".   در یک انتقاد دقیق از والش و نویسنده همکارش دیوید لمان ، منتقدان فرهنگی برد اوانز و هنری آ. ژیرو نتیجه گرفتند: "این اتهام علیه باومن واقعاً حقیرانه است. این یک انتقاد ایدئولوژیک ارتجاعی است که ظاهر روشی و باطن تدافعی دارد. دفاع از یک تجربه گرایی عقیم و فرهنگ پوزیتیویسم. این گفتاری است که داده‌ها، همبستگی‌ها و عملکرد را در خود جای داده و از موضوعات اساسی، اجتماعی و قدرت فرار می‌کند. 

## درگذشت
باومن در ۹ ژانویه ۲۰۱۷ در ۹۱ سالگی در لیدز انگلستان درگذشت.

### دورهٔ ورشو
- 1957: Zagadnienia centralizmu demokratycznego w pracach Lenina [Questions of Democratic Centralism in Lenin's Works]. Warszawa: Książka i Wiedza.
- 1959: Socjalizm brytyjski: Źródła, filozofia, doktryna polityczna [British Socialism: Sources, Philosophy, Political Doctrine]. Warszawa: Państwowe Wydawnictwo Naukowe.
- 1960: Klasa, ruch, elita: Studium socjologiczne dziejów angielskiego ruchu robotniczego [Class, Movement, Elite: A Sociological Study on the History of the British Labour Movement]. Warszawa: Państwowe Wydawnictwo Naukowe.
- 1960: Z dziejów demokratycznego ideału [From the History of the Democratic Ideal]. Warszawa: Iskry.
- 1960: Kariera: cztery szkice socjologiczne [Career: Four Sociological Sketches]. Warszawa: Iskry.
- 1961: Z zagadnień współczesnej socjologii amerykańskiej [Questions of Modern American Sociology]. Warszawa: Książka i Wiedza.
- 1962 (with Szymon Chodak, Juliusz Strojnowski, Jakub Banaszkiewicz): Systemy partyjne współczesnego kapitalizmu [The Party Systems of Modern Capitalism]. Warsaw: Książka i Wiedza.
- 1962: Spoleczeństwo, w ktorym żyjemy [The Society we inhabit]. Warsaw: Książka i Wiedza.
- 1962: Zarys socjologii. Zagadnienia i pojęcia [Outline of Sociology. Questions and Concepts]. Warszawa: Państwowe Wydawnictwo Naukowe.
- 1963: Idee, ideały, ideologie [Ideas, Ideals, Ideologies]. Warszawa: Iskry.
- 1964: Zarys marksistowskiej teorii spoleczeństwa [An Outline of the Marxist Theory of Society]. Warszawa: Państwowe Wydawnictwo Naukowe.
- 1964: Socjologia na co dzień [Everyday Sociology]. Warszawa: Iskry.
- 1965: Wizje ludzkiego świata. Studia nad społeczną genezą i funkcją socjologii [Visions of a Human World: Studies on the genesis of society and the function of sociology]. Warszawa: Książka i Wiedza.
- 1966: Kultura i społeczeństwo. Preliminaria [Culture and Society, Preliminaries]. Warszawa: Państwowe Wydawnictwo Naukowe.
- 2017: Szkice z teorii kultury [Essays in cultural theory]. Warszawa: Wydawnictwo Naukowe Scholar. ISBN 978-83-7383-878-9[47] [First edition of a manuscript originally completed in ۱۹۶۷]

## دورهٔ لیدز
- 1972: Between Class and Elite. The Evolution of the British Labour Movement. A Sociological Study. Manchester: Manchester University Press ISBN 0-7190-0502-7 (Polish original 1960)
- 1973: Culture as Praxis. London: Routledge & Kegan Paul. ISBN 0-7619-5989-0
- 1976: Socialism: The Active Utopia. New York: Holmes and Meier Publishers. ISBN 0-8419-0240-2
- 1976: Towards a Critical Sociology: An Essay on Common-Sense and Emancipation. London: Routledge & Kegan Paul. ISBN 0-7100-8306-8
- 1978: Hermeneutics and Social Science: Approaches to Understanding. London: Hutchinson. ISBN 0-09-132531-5
- 1982: Memories of Class: The Pre-history and After-life of Class. London/Boston: Routledge & Kegan Paul. ISBN 0-7100-9196-6
- c. 1985 Stalin and the peasant revolution: a case study in the dialectics of master and slave. Leeds: University of Leeds Department of Sociology. ISBN 0-907427-18-9
- 1987: Legislators and interpreters: On Modernity, Post-Modernity, Intellectuals. Ithaca, N.Y. : Cornell University Press. ISBN 0-8014-2104-7
- 1988: Freedom. Philadelphia: Open University Press. ISBN 0-335-15592-8
- 1989: Modernity and the Holocaust. Ithaca, N.Y. : Cornell University Press 1989. ISBN 0-8014-2397-X
- 1990: Paradoxes of Assimilation. New Brunswick: Transaction Publishers.
- 1990: Thinking Sociologically. An introduction for Everyone. Cambridge, Mass. : Basil Blackwell. ISBN 0-631-16361-1
- 1991: Modernity and Ambivalence. Ithaca, N.Y. : Cornell University Press. ISBN 0-8014-2603-0
- 1992: Intimations of Postmodernity. London, New York: Routhledge. ISBN 0-415-06750-2
- 1992: Mortality, Immortality and Other Life Strategies. Cambridge: Polity. ISBN 0-7456-1016-1
- 1993: Postmodern Ethics. Cambridge, MA: Basil Blackwell. ISBN 0-631-18693-X
- 1994: Dwa szkice o moralności ponowoczesnej [Two sketches on postmodern morality]. Warszawa: IK.
- 1995: Life in Fragments. Essays in Postmodern Morality. Cambridge, MA: Basil Blackwell. ISBN 0-631-19267-0[۴۸]
- 1996: Alone Again – Ethics After Certainty. London: Demos. ISBN 1-898309-40-X
- 1997: Postmodernity and its Discontents. New York: New York University Press. ISBN 0-7456-1791-3
- 1995: Ciało i przemoc w obliczu ponowoczesności [Body and Violence in the Face of Postmodernity]. Toruń: Wydawnictwo Naukowe Uniwersytetu Mikołaja Kopernika. ISBN 83-231-0654-1
- 1997: (with Roman Kubicki, Anna Zeidler-Janiszewska) Humanista w ponowoczesnym świecie – rozmowy o sztuce życia, nauce, życiu sztuki i innych sprawach [A Humanist in the Postmodern World – Conversations on the Art of Life, Science, the Life of Art and Other Matters]. Warszawa: Zysk i S-ka. ISBN 83-7150-313-X
- 1998: Work, consumerism and the new poor. Philadelphia: Open University Press. ISBN 0-335-20155-5
- 1998: Globalization: The Human Consequences. New York: Columbia University Press. ISBN 0-7456-2012-4
- 1999: In Search of Politics. Cambridge: Polity. ISBN 0-7456-2172-4
- 2000: Liquid Modernity. Cambridge: Polity ISBN 0-7456-2409-X
- (2000 [ed. by Peter Beilharz]: The Bauman Reader. Oxford: Blackwell Publishers. ISBN 0-631-21492-5)
- 2001: Community. Seeking Safety in an Insecure World. Cambridge: Polity. ISBN 0-7456-2634-3
- 2001: The Individualized Society. Cambridge: Polity. ISBN 0-7456-2506-1
- 2001 (with Keith Tester): Conversations with Zygmunt Bauman. Cambridge: Polity. ISBN 0-7456-2664-5
- 2001 (with Tim May): Thinking Sociologically, 2nd edition. Oxford: Blackwell Publishers. ISBN 0-631-21929-3
- 2002: Society Under Siege. Cambridge: Polity. ISBN 0-7456-2984-9
- 2003: Liquid Love: On the Frailty of Human Bonds, Cambridge: Polity. ISBN 0-7456-2489-8
- 2003: City of Fears, City of Hopes. London: Goldsmith's College. ISBN 1-904158-37-4
- 2004: Wasted Lives. Modernity and its Outcasts. Cambridge: Polity. ISBN 0-7456-3164-9
- 2004: Europe: An Unfinished Adventure. Cambridge: Polity. ISBN 0-7456-3403-6
- 2004: Identity: Conversations with Benedetto Vecchi. Cambridge: Polity. ISBN 0-7456-3308-0
- 2005: Liquid Life. Cambridge: Polity. ISBN 0-7456-3514-8
- 2006: Liquid Fear. Cambridge: Polity. ISBN 0-7456-3680-2
- 2006: Liquid Times: Living in an Age of Uncertainty. Cambridge: Polity. ISBN 0-7456-3987-9
- 2006: Moralność w niestabilnym świecie [Morality in an instable World]. Poznań: Księgarnia św. Wojciecha. ISBN 83-7015-863-3
- 2007: Consuming Life. Cambridge: Polity. ISBN 0-7456-4002-8
- 2008: Does Ethics Have a Chance in a World of Consumers? Cambridge, MA: Harvard University Press. ISBN 0-674-02780-9
- 2008: The Art of Life. Cambridge: Polity. ISBN 0-7456-4326-4
- 2009: Living on Borrowed Time: Conversations with Citlali Rovirosa-Madrazo. Cambridge: Polity. ISBN 978-0-7456-4738-8
- 2009: (with Roman Kubicki, Anna Zeidler-Janiszewska) Życie w kontekstach. Rozmowy o tym, co za nami i o tym, co przed nami. [Life in contexts. Conversations about what lies behind us and what lies ahead of us.] Warszawa: WAiP. ISBN 978-83-61408-77-2
- 2010: 44 Letters from the Liquid Modern World. Cambridge: Polity. ISBN 978-0-7456-5056-2
- 2011: Collateral Damage: Social Inequalities in a Global Age. Cambridge: Polity. ISBN 978-0-7456-5294-8
- 2011: Culture in a Liquid Modern World. Cambridge: Polity. ISBN 978-0-7456-5355-6
- 2012: This is Not a Diary. Cambridge: Polity. ISBN 978-0-7456-5570-3
- 2012: (with David Lyon) Liquid Surveillance: A Conversation. Cambridge: Polity. ISBN 978-0-7456-6282-4
- 2013: (with Leonidas Donskis) Moral Blindness: The Loss of Sensitivity in Liquid Modernity. Cambridge: Polity. ISBN 978-0-7456-6274-9
- 2013: (with Stanisław Obirek) O bogu i człowieku. Rozmowy. Kraków: Wydawnictwo Literackie. ISBN 978-83-08-05089-7

o translated as Of God and Man. Cambridge: Polity. ISBN 978-0-7456-9568-6
- 2013: (with Michael Hviid Jacobsen and Keith Tester) What use is sociology? Conversations with Michael Hviid Jacobsen and Keith Tester. Cambridge: Polity. ISBN 978-0-7456-7124-6
- 2013: Does the Richness of the Few Benefit Us All? Cambridge: Polity. ISBN 978-0-7456-7109-3
- 2014: (with Carlo Bordoni) State of Crisis. Cambridge: Polity. ISBN 978-0-7456-8095-8
- 2015: (with Rein Raud) Practices of Selfhood. Cambridge: Polity. ISBN 978-0-7456-9017-9
- 2015: (with Irena Bauman, Jerzy Kociatkiewicz, and Monika Kostera) Management in a Liquid Modern World. Cambridge: Polity. ISBN 978-1-5095-0222-6
- 2015: (with Stanisław Obirek) Of God and Man, Cambridge: Polity Press.ISBN 9780745695686.
- 2015: (with Stanisław Obirek) On the World and Ourselves, Cambridge: Polity. ISBN 978-0-7456-8711-7.
- 2016: (with Leonidas Donskis) Liquid Evil. Cambridge: Polity. ISBN 978-1-5095-0812-9
- 2016: (with Ezio Mauro) Babel. Cambridge: Polity. ISBN 978-1-5095-0760-3
- 2016: Strangers at Our Door. Cambridge: Polity. ISBN 978-1-5095-1217-1
- 2017: Retrotopia. Cambridge: Polity. ISBN 978-1-5095-1531-8
- 2017: (with Thomas Leoncini) Nati Liquidi. Sperling & Kupfler. ISBN 978-8820062668
- 2017: Zygmunt Bauman. Das Vertraute unvertraut machen. Ein Gespräch mit Peter Haffner, Hoffmann und Campe, Hamburg 2017, ISBN 978-3-455-00153-2
- 2017: A Chronicle of Crisis: 2011–2016. Social Europe Editions. ISBN 1-9997151-0-1